# 자프나구

자프나 구

자프나구(싱할라어: යාපනය දිස්ත්‍රික්කය, 타밀어: யாழ்ப்பாணம் மாவட்டம்)는 스리랑카를 구성하는 25개 구 가운데 하나로 행정 중심지는 자프나이며 면적은 1,025km2, 인구는 583,378명(2012년 기준)이다. 행정 구역상으로는 북부 주에 속한다.